# 长子营镇
长子营镇是中国北京市大兴区下辖的一个镇，位于大兴东部，地处古运河冲积平原，因明初山西长子移民聚居而得名，镇内亦有数个以山西地名命名的村落。
镇建制2000年由原大兴县长子营乡和朱庄乡合并而成。

## 行政区划
长子营镇下辖42个村委会：牛坊、李家务、北辛庄、北泗上、佟庄、上黎城、河津营、沁水营、南蒲州营、北蒲州营、靳七营、留民营、赵县营、周营、永和庄、再城营一、再城营二、罗庄一、罗庄二、罗庄三、公和庄、和顺场、赤鲁、李堡、朱庄、朱脑、东北台、西北台、安场、小黑垡、孙庄、潞城营一、潞城营二、潞城营三、潞城营四、上长子营、下长子营、窦营、郑二营、白庙、车固营一、车固营二。